# Louise Ørnstedt
Louise Ørnstedt (Odense, 23 maart 1985) is een Deens topzwemster, gespecialiseerd in de rugslag.
Tijdens de EK kortebaan 2005 in Triëst veroverde Ørnstedt drie medailles. Goud behaalde ze op de 50 meter rugslag, waar haar tijd van 27,26 genoeg was om de concurrentie bestaande uit Janine Pietsch en Aliaksandra Hirasimenia voor te blijven. Ze eindigde zowel op de 100 meter rugslag als de 200 meter rugslag als tweede. Op de 100 meter verloor ze van de Franse Laure Manaudou, terwijl ze op de 200 meter verloor van de Oekraïense Irina Amsjennikova.

## Persoonlijke records
- 50 m rugcrawl
  - Korte baan: 27,26 s (10 december 2005, Trieste)
  - Lange baan: 28,63 s (16 april 2003, Saint-Étienne)
- 100 m rugcrawl
  - Korte baan: 58,51 s(23 januari 2005, Berlijn)
  - Lange baan: 1.00,48 (26 maart 2005, Odense)
- 200 m rugcrawl
  - Korte baan: 2.06,33 (12 december 2004, Wenen)
  - Lange baan: 2.11,15 (20 augustus 2004, Athene)